# Günther Lützow
 (février 2014).
Pour les articles homonymes, voir Lützow.
Günther Lützow (né le 4 septembre 1912 et disparu 24 avril 1945) est un as et une figure de la chasse allemande durant la guerre d'Espagne et la Seconde Guerre mondiale.

## Début d'un tacticien
Günther Lützow descend d'une famille de soldats, ayant combattu Napoléon ou en 14-18. Bénéficiant d'une éducation privilégiée, il se rend adepte de l'aviation et apprend à voler en 1931. Son talent au pilotage ne passe pas inaperçu à une époque où l'on cherche à construire en secret une armée de l'air. C'est donc tout naturellement que Lützow est versé dans la future Luftwaffe en 1931.
Sa carrière opérationnelle commence véritablement lors de la guerre d'Espagne en mars 1937 comme Staffelkapitän de la 2./J 88, récemment équipée d'un tout nouveau chasseur révolutionnaire : le Bf 109. Le 6 avril 1937, le Leutnant Lützow devient le premier pilote de l'histoire à remporter une victoire sur cet appareil. Ce ne sera pas la dernière : jusqu'en septembre, il remporte au total 5 victoires sur les appareils républicains avant de terminer son tour d'opération.
En 1938, il est convié pour analyser les tactiques acquises en Espagne. Il proposa notamment une formation de vol dite « quatre doigts » ou finger-four permettant beaucoup plus de souplesse au combat. Werner Mölders reprendra plus tard ces mêmes idées. Tout comme lui, Lützow est le parfait exemple des as qui fleurissent au sein de la J 88.

## Batailles de France et d'Angleterre
En novembre 1938, Lützow devient instructeur. En septembre 1939, lui et ses élèves ont la tâche de défendre le ciel de Berlin. Le 3 novembre, il est nommé Kommandeur du I./JG 3. Au printemps 1940, il commande ce groupe dans la campagne de France, la JG 3 étant très impliqué dans cette campagne. Le Hauptmann Lützow lui-même remporte 9 victoires sur ce front, dont ses deux premières de la guerre le 14 mai 1940. Le 3 juin, son 7e succès le place en tête des as de la JG 3. Il y restera deux ans et deux mois.
Afin de parer aux exigences toujours plus élevées dans le domaine aéronautique, Göring confie le commandement des escadres à de jeunes as. Lützow devient alors en août Kommodore de l'entière JG 3 en pleine bataille d'Angleterre. Cette escadre est cependant plus en retrait que les autres face à la RAF mais le Major Lützow y remporte tout de même encore 9 victoires. Le 18 septembre, il reçoit la croix de chevalier de la croix de fer.

## Opération Barberousse
Après une pause au printemps 1941, la JG 3 retrouve la Manche en mai 1941 avant d'affronter l'armée rouge dès le 22 juin. Les victoires de l'escadre vont alors grimper en flèche, résultats des tactiques des Allemands dans les airs et de la faiblesse des appareils russes à cette époque face aux Bf 109. Après 9 succès en juin, ce sont 19 autres appareils soviétiques qui tombent sous les coups du Major Lützow. Le 17 juillet, il atteint sa 40e victoire et reçoit le 20 du même mois les feuilles de chêne.
Promu Kommodore par intérim de la JG 51 (à la suite du retrait des premières lignes de Werner Mölders) tout en gardant les reines la JG 3, Lützow franchit la barre des 50 victoires début août et ajoute 16 autres adversaires à son tableau de chasse en septembre. Le 23, il est lui-même touché par la flak et se voit forcé d'atterrir derrière les lignes ennemies, parvenant toutefois à rentrer indemne. En octobre, Lützow descend encore 29 appareils, recevant les glaives le 11 après 92 victoires, et remportant le 24 sa 101e victoire (sa 106e avec celles acquises en Espagne). Ainsi, après seulement cinq mois passé sur le front Est, Günther Lützow a amassé pas moins de 83 victoires aériennes. Aucun pilote au monde ne parvient à battre ce record au cours de l'année 1941. C'est le deuxième pilote seulement après Werner Mölders à atteindre le score de 100 victoires. Comme ce dernier, il reçoit l'ordre de ne plus voler mais garde tout de même le commandement de son escadre.

## Commandement au sol
En mai et juillet 1942, malgré l'interdiction de vol, il combat à nouveau et abat deux chasseurs russes. Dans l'intervalle, deux hommes de la SS de grade inférieur lui demandèrent un jour que des hommes de son escadre prêtent main-forte pour participer à des exécutions de juifs, d'officiers politiques et autres « écume » selon leurs mots. Lützow, furieux, réunit ses propres hommes pour un face à face et leur explique ce qu'il considère comme un acte criminel et barbare. Il menace sans ménagement de démissionner et de rendre son uniforme si l'un d'eux accepte. Désormais, Lützow est dans le collimateur de la SS et du NSDAP.
Bientôt appelé par Adolf Galland pour assumer le rôle d'Inspecteur de la chasse de jour pour le front Est, le Oberstleutnant Lützow passe le commandement de la JG 3 à Wolf-Dietrich Wilcke, le 11 août 1942. En juillet 1943, le Oberst Lützow est appointé Kommandeur du Jagdabschnittsführer italien, basé à Naples. Il commande ensuite la 1re Jagddivision basé à Döberitz du 15 septembre au 23 mars 1944, assumant la responsabilité des opérations de la chasse diurne et nocturne dans le nord de l'Allemagne, les Pays-Bas et la Belgique.
En janvier 1944, il commande la 4e Fliegerschuldivision basée à Strasbourg, responsable de l'entraînement des nouveaux pilotes de chasse. Mais face à la situation aggravante dans laquelle se trouve alors l'Allemagne, et du fait que Göring, sous l'influence de Hitler, refuse de faire volte-face en faveur d'une défense du Reich dans le domaine aérien, Lützow devient porte-parole d'un groupe de pilotes commandant d'escadre dissidents et expose sans retenue à Göring les exigences de la chasse, tout comme n'avait cessé de le faire Adolf Galland avant lui. Fou de rage, Göring traite Lützow de mutin et le démet de son commandement pour le nommer Jafü pour l'Italie.

## La fin d'une brillante carrière
Comme d'autres « mutins », Lützow est finalement autorisé à rejoindre la JV 44 et les chasseurs à réaction Me 262 de son ami Adolf Galland. Toutefois, après trois années sans combattre, Lützow éprouve les pires difficultés sur cet appareil ultra rapide face à un adversaire à hélice nettement plus lent. Lützow remporte néanmoins deux victoires sur jet, la seconde le 24 avril 1945, mais ce jour-là, l'as allemand ne rentre pas à la base et plus personne ne le revoit. C'est le 50e et dernier « Expertern » aux 100 victoires à disparaître avant la fin de la guerre, disparition ressentie par ses compagnons d'armes comme une injustice, à quelques jours de la fin de la guerre.
« Homme droit et courageux », tacticien et meneur d'hommes hors pair qui brilla tant par sa bravoure qu'à son palmarès, l'Oberst Günther Lützow a survécu à 300 missions dans les ciels d'Espagne, de France, d'Angleterre et de Russie. Il a remporté 110 victoires, soit 5 durant le conflit espagnol, 85 sur les appareils soviétiques et 20 sur le front ouest dont deux sur Me 262 et un quadrimoteur. Mais plus que cela, Günther Lützow est entré dans l'histoire de la Luftwaffe comme un des plus grands chefs et un des plus habiles pilotes de chasse de la Seconde Guerre mondiale. À ce jour, ni son corps, ni son avion n'ont été retrouvés.

## Citation
« Le combat nous coûta encore des pertes cruelles (…) Quelques jours plus tard, Günther Lützow ne revint pas de missions. Longtemps après la fin de la guerre, nous avons espéré que cet homme et cet officier remarquable ne nous aurait pas quittés pour toujours ». Adolf Galland